# Sungnyemun
Sungnyemun (Hangul: 숭례문; Hanja: 崇禮門; Hán-Việt: Sùng Lễ Môn) hay Namdaemun (남대문; 南大門; Nam Đại Môn) là cổng thành kiến trúc gỗ có lịch sử 600 năm tại thủ đô Seoul. Công trình này được chọn là Di sản văn hóa quốc gia "số một" của Hàn Quốc kể từ năm 1961. Kiến trúc này đã bị cháy trụi ngày 10 tháng 2 năm 2008. Vụ cháy được xác định do liên quan đến vụ tranh chấp giữa ông Chae với chính quyền đã không đền bù thỏa đáng khi lấy đất của ông cho dự án xây dựng nhà ở.

## Địa thế
Khi Hán thành (Hanyang) được chọn làm kinh đô năm 1394, vua Thái tổ Lí Thành Quế (Lee Sung-kye 이성계) cho trổ 4 cổng chính và 4 cổng phụ để ra vào kinh thành. Tên các cổng thì đặt theo ý niệm Ngũ thường của Nho giáo (gồm "nhân", "nghĩa", "lễ", "trí" và "tín"). Cửa chính phía Đông là Hưng Nhân Môn Heunginjimun, cửa phía Tây là Đôn Nghĩa Môn, cửa phía Bắc là Chiêu Trí Môn và cửa phía Nam là Sùng Lễ Môn. Vì các nước phương Đông đều cho là vị quân vương phải ngồi nhìn về hướng nam, Sùng Lễ môn với địa vị cổng chính nam của kinh đô Seoul được xây to lớn hơn cả.
Sùng Lễ môn thực ra không có nhiệm vụ phòng thủ quân sự mà được xây chỉ vì mục đích trấn yểm phong thủy. Công trình kiến trúc này ngày nay nằm ở trung tâm Seoul nên được coi là biểu tượng chính của thành phố.

## Lịch sử

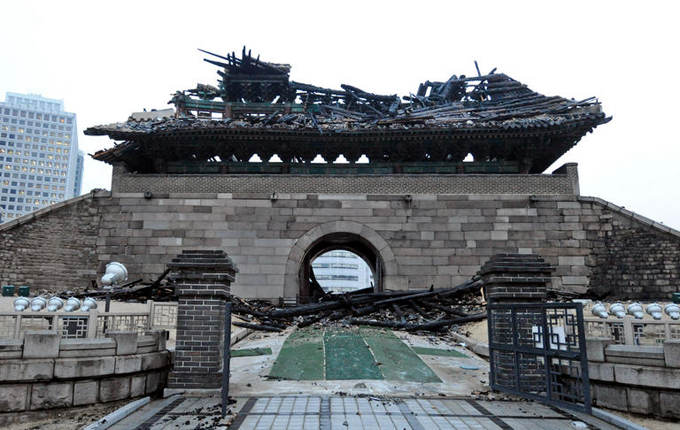
Sùng Lễ Môn sau khi bị đốt

Dưới triều vua Thái Tổ Lí Thành Quế, Sùng Lễ môn được hoàn thành năm 1398. Những năm 1448 và 1479 cổng được khuếch trương, xây lầu ở trên và trở thành cổng hai tầng.
Trong cuộc Chiến tranh Triều Tiên, cổng này bị tàn phá nặng nề. Năm 1961, chính phủ Hàn Quốc đã cho trùng tu Sùng Lễ môn. Công việc này kết thúc vào năm 1963. Năm 2005, Sùng Lễ môn được tu sửa một lần nữa.
Năm 2006, Cục Di sản văn hóa Hàn Quốc đã soạn sẵn hồ sơ khoảng 182 trang để khôi phục khi cần thiết, dự tính khoảng 21 triệu đô la Mỹ trong khoảng 2-3 năm.

## Sự kiện cháy cổng thành
Khoảng 8 giờ 50 phút tối ngày 10 tháng 2, năm 2008, một đám cháy đã bùng phát và sau đó khoảng 6 giờ đã thiêu rụi toàn bộ khối kiến trúc bằng gỗ ở phía trên cổng thành Namdaemun. Ngọn lửa đã vượt ra khỏi tầm kiểm soát vào lúc nửa đêm, bất chấp nỗ lực của hơn 360 lính cứu hỏa.
Nhiều nhân chứng cho biết đã thấy một người đàn ông khả nghi xuất hiện ở phần trên cổng thành chỉ trước khi đám cháy xảy ra vài phút, và hai chiếc bật lửa đã được tìm thấy tại hiện trường. Một người đàn ông 69 tuổi được xác định là Chae Jong-gi đã bị bắt do bị nghi ngờ là thủ phạm gây ra vụ hỏa hoạn, ông này sau đó đã thú tội. Một đại úy cảnh sát nói rằng Chae đã phun một chất sơn pha loãng lên sàn gỗ rồi châm lửa đốt. Việc làm này của nghi phạm có nguồn gốc từ sự bất bình trong đền bù đất đai của Chính phủ đối với ông ta. Năm 2006, Chae cũng đã từng bị truy tố vì đốt Xương Khánh cung ở Seoul.
Bộ Văn hóa Hàn Quốc cho biết, sẽ cần 3 năm và khoảng 21 triệu đô la Mỹ để xây dựng lại cổng thành này. Tổng thống Hàn Quốc Lee Myung-bak đã kêu gọi một chiến dịch quyên góp tiền để xây dựng và trùng tu lại di tích lịch sử này.

## Hình ảnh

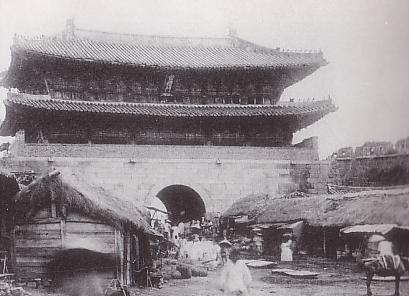
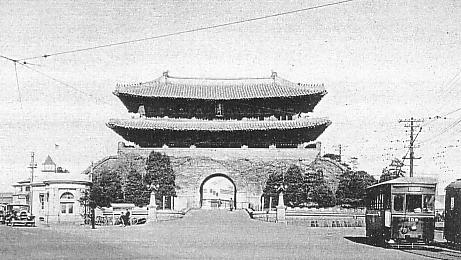
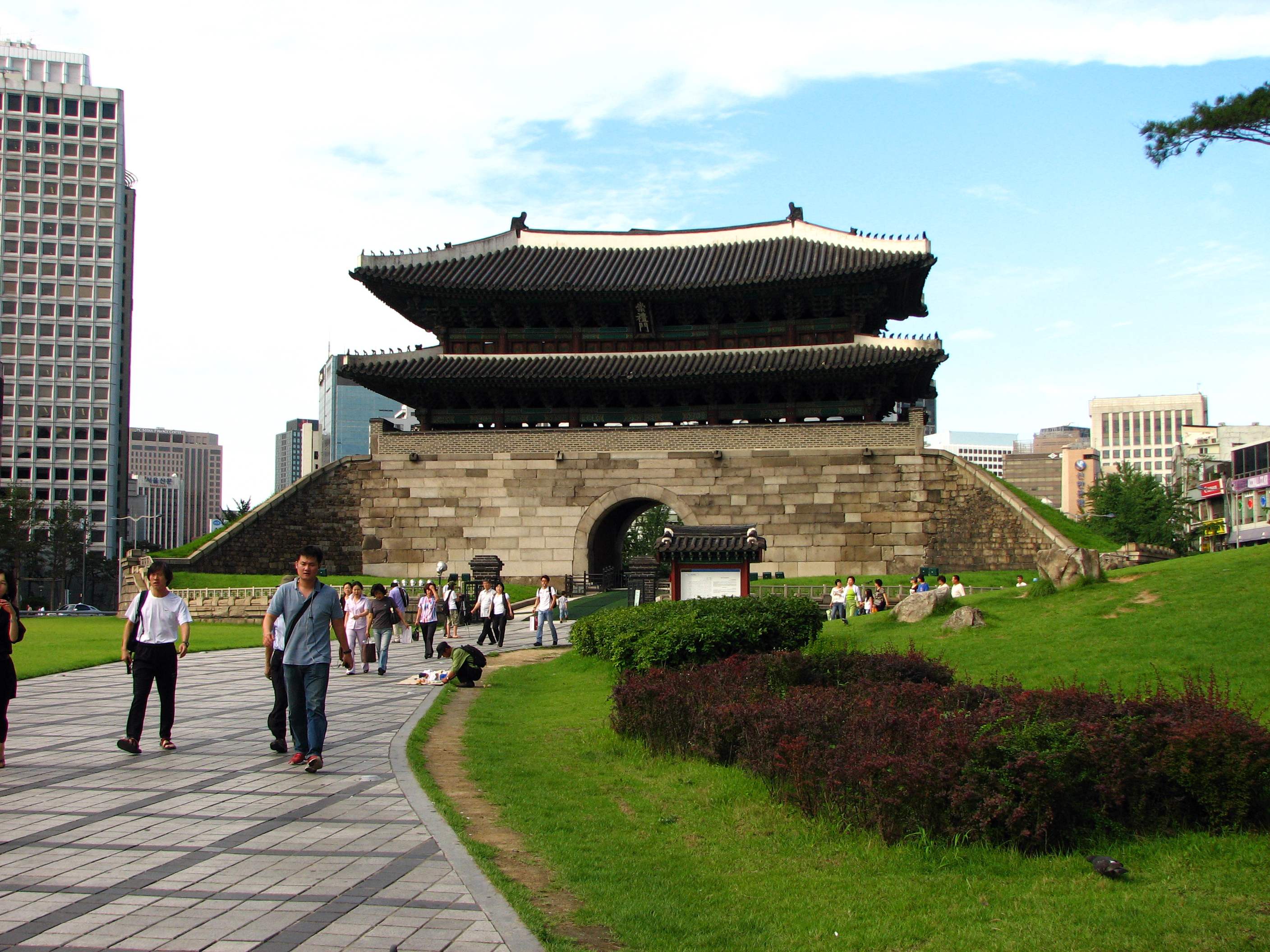
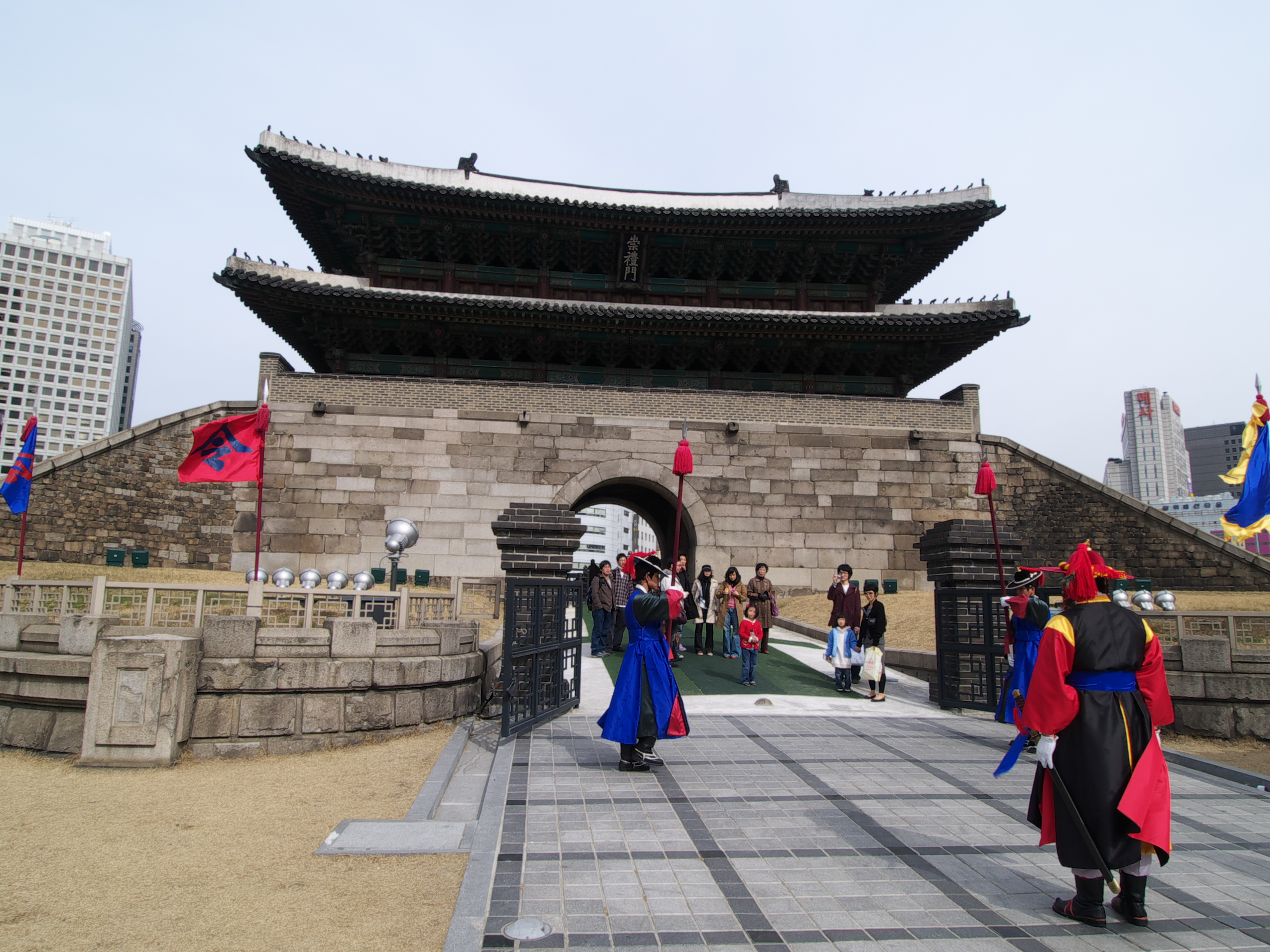
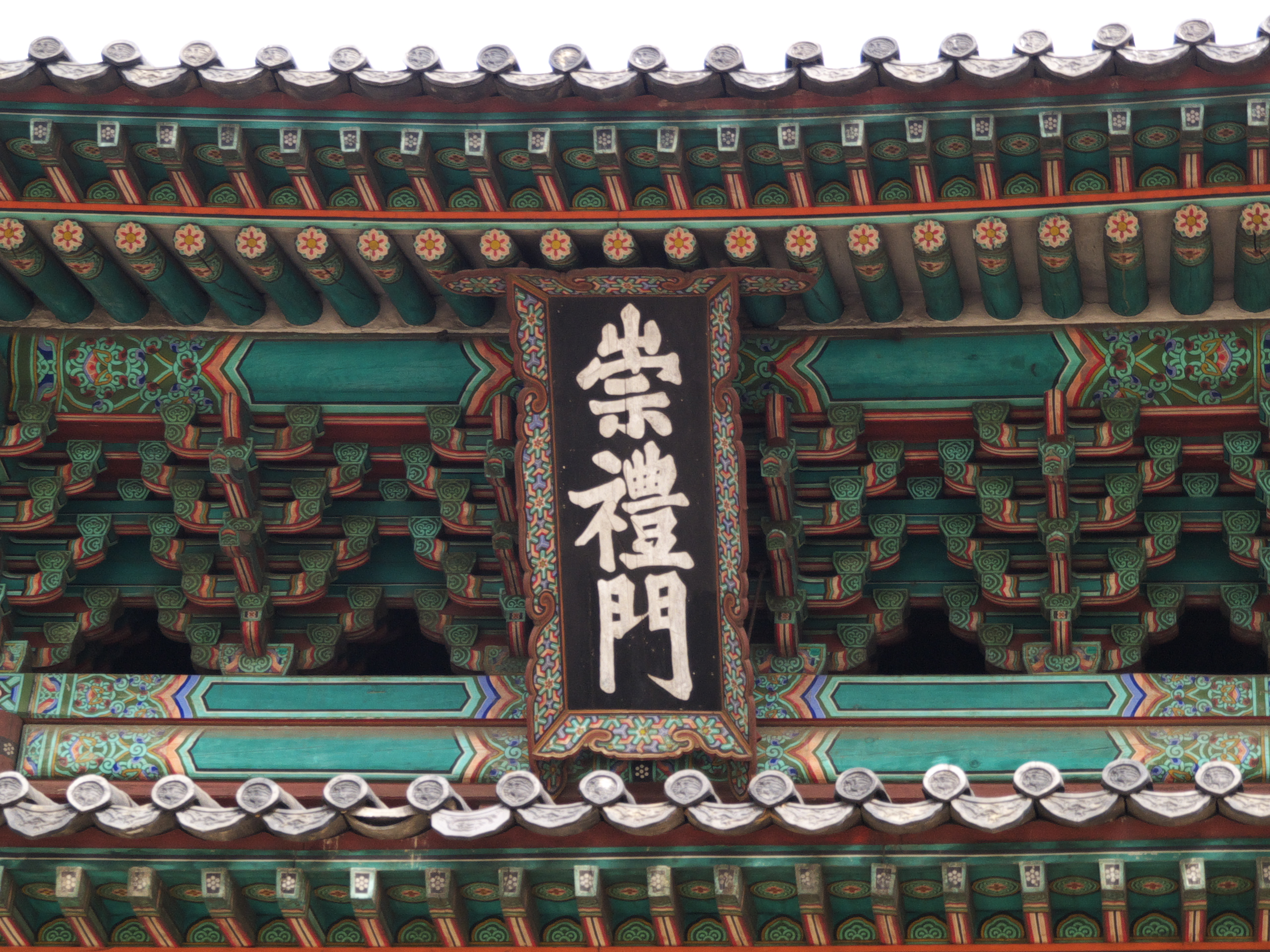
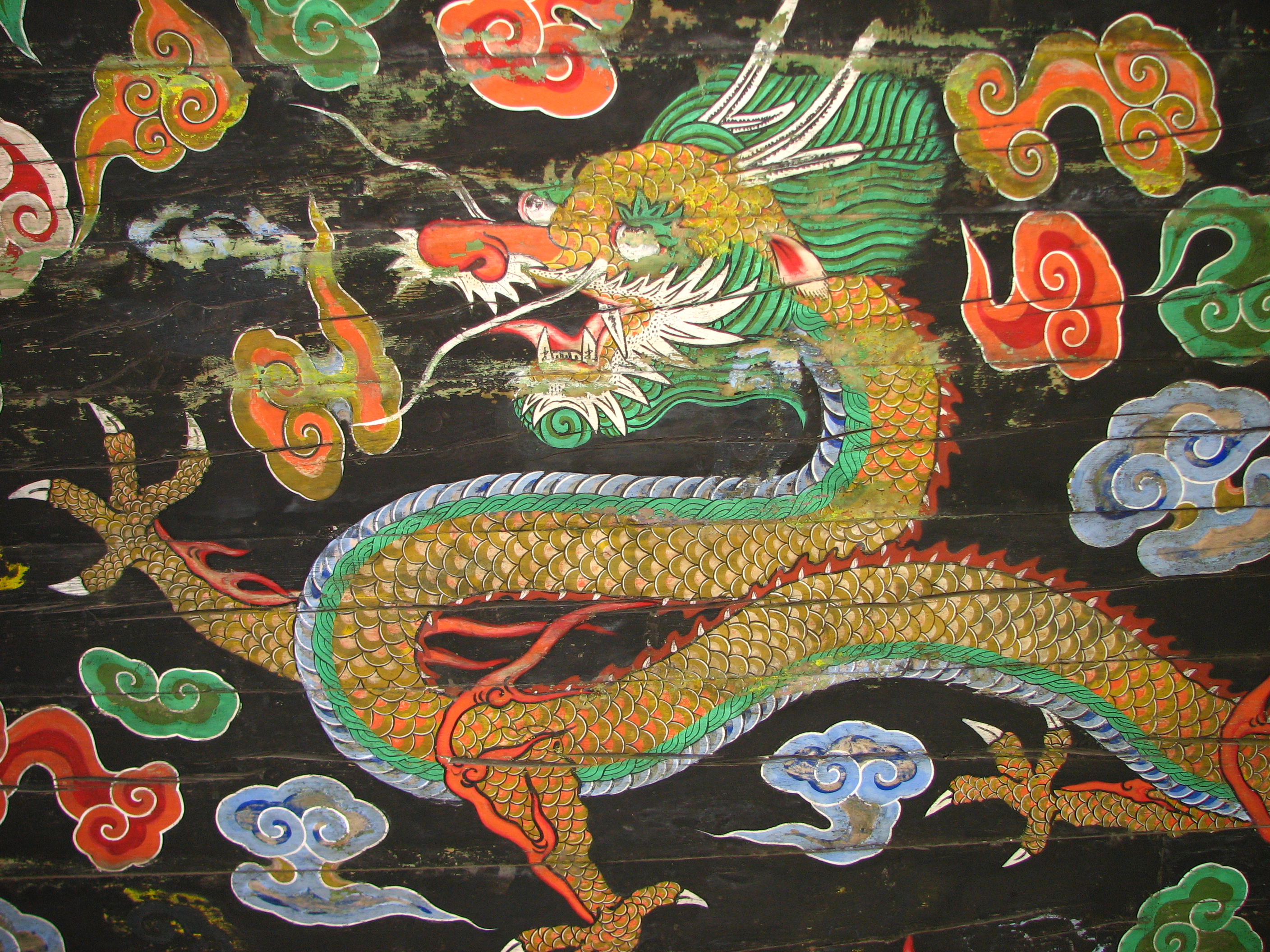
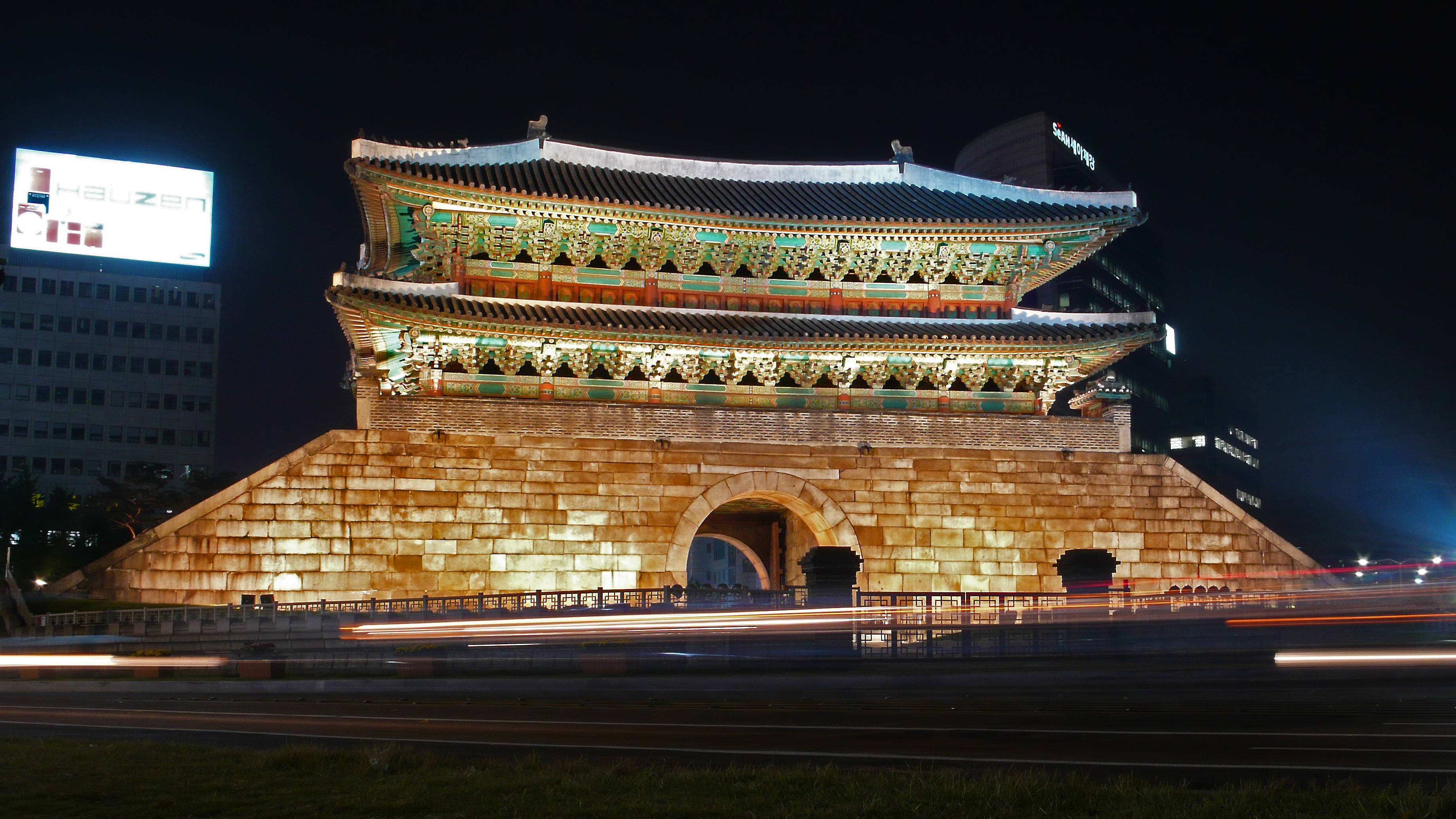
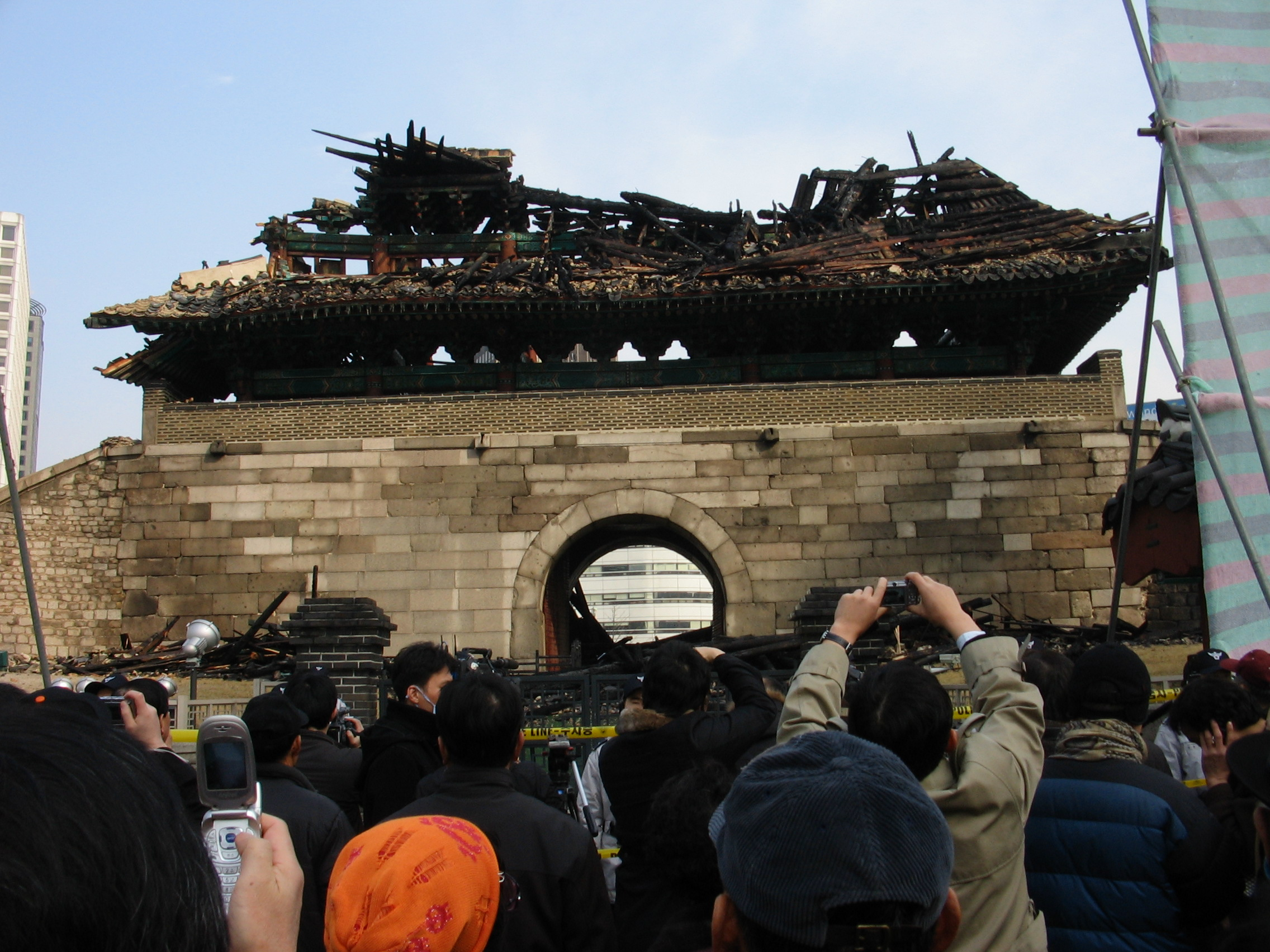
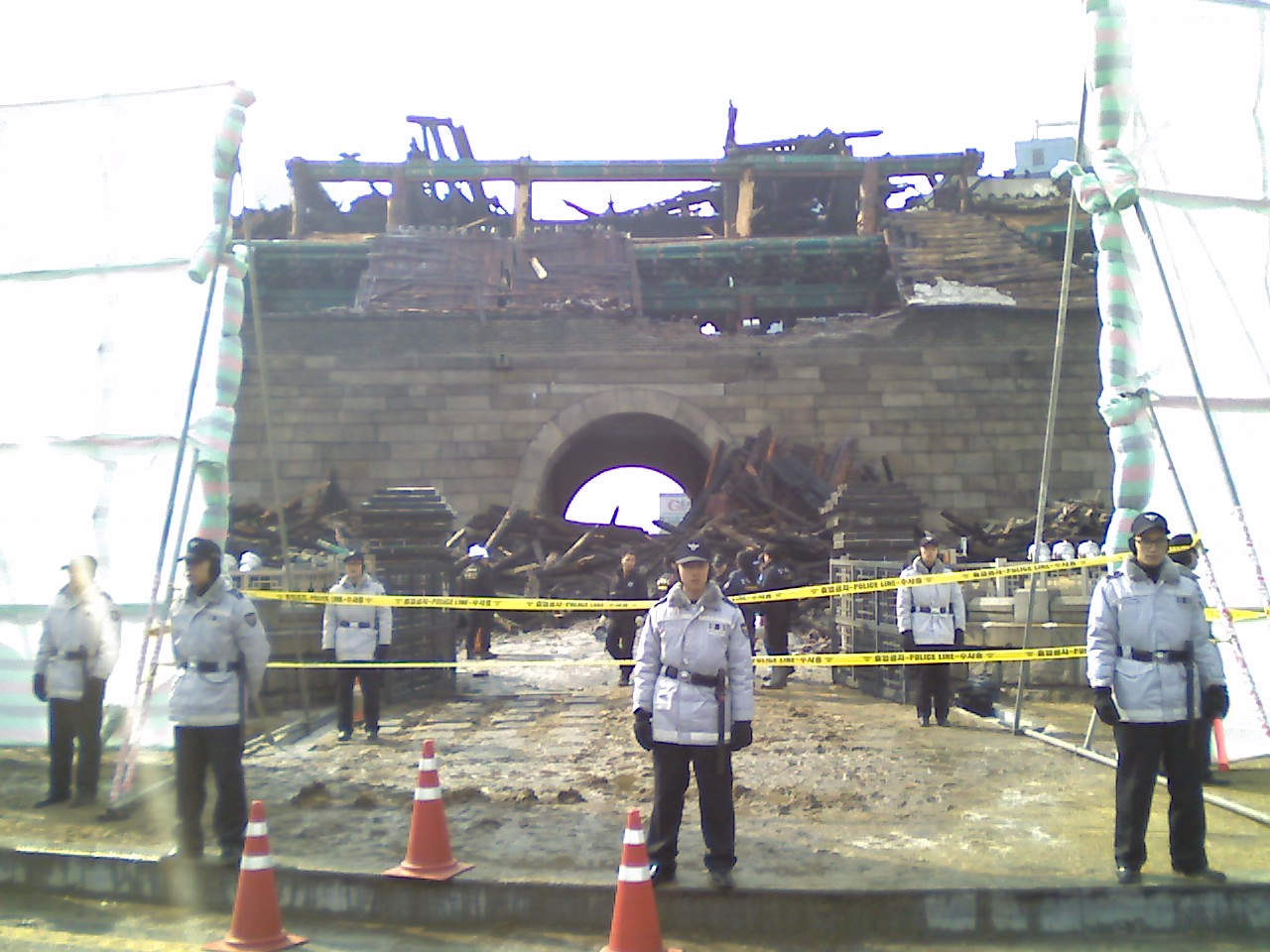
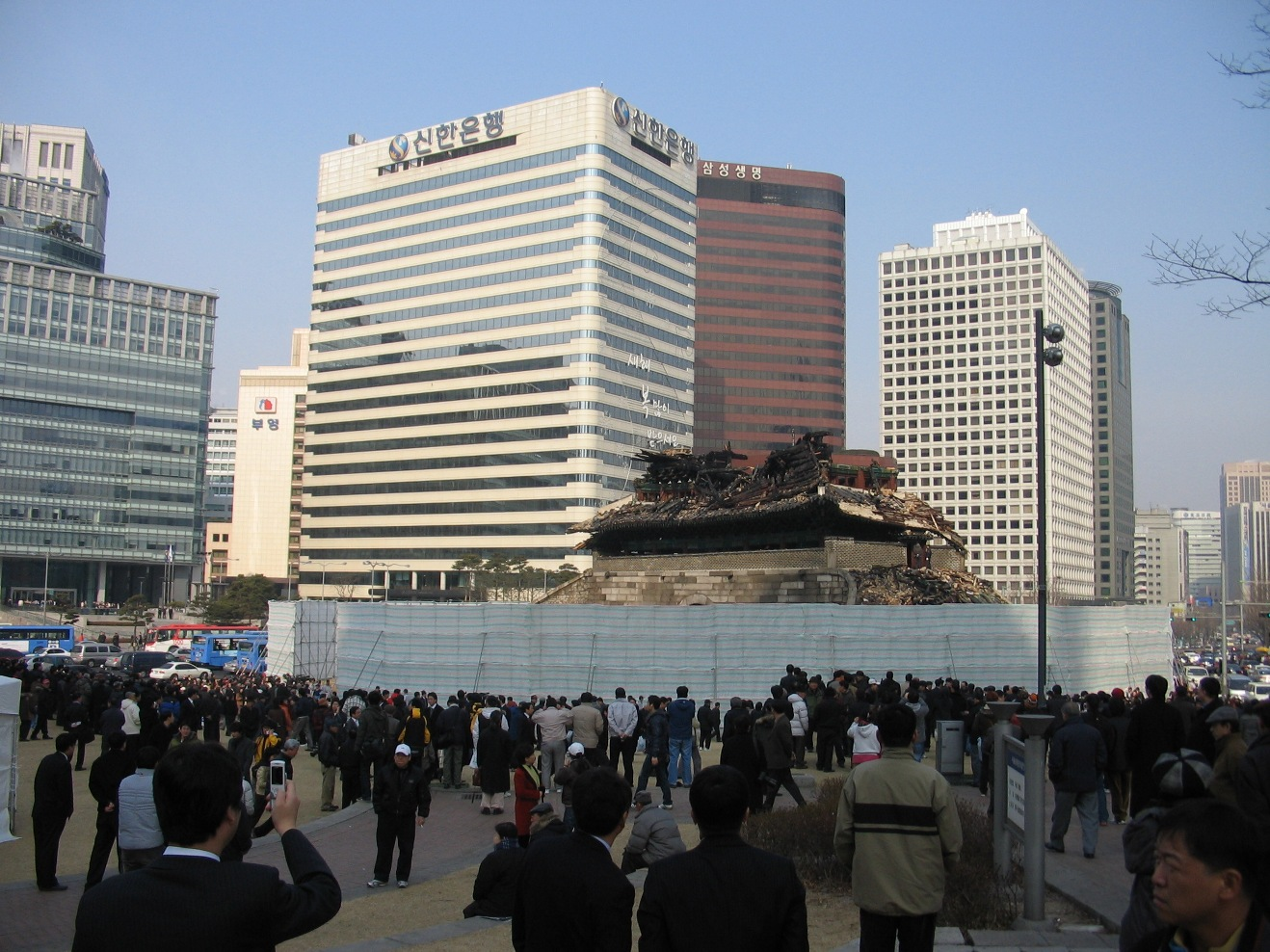
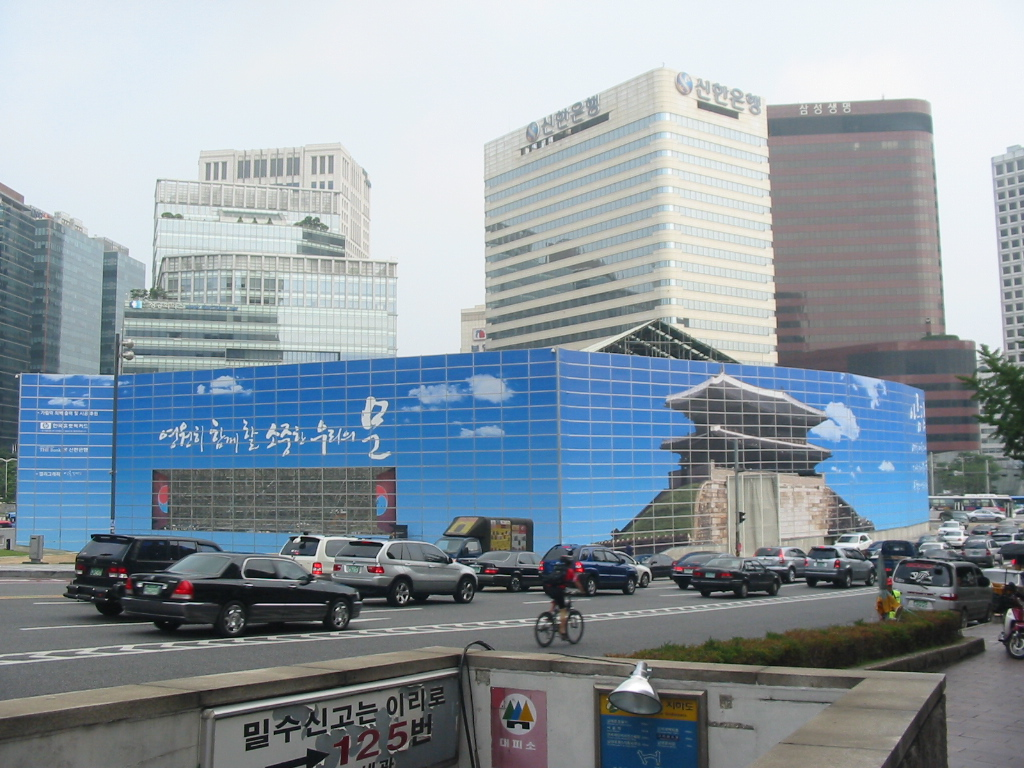
Phục dựng vào tháng 7 năm 2008
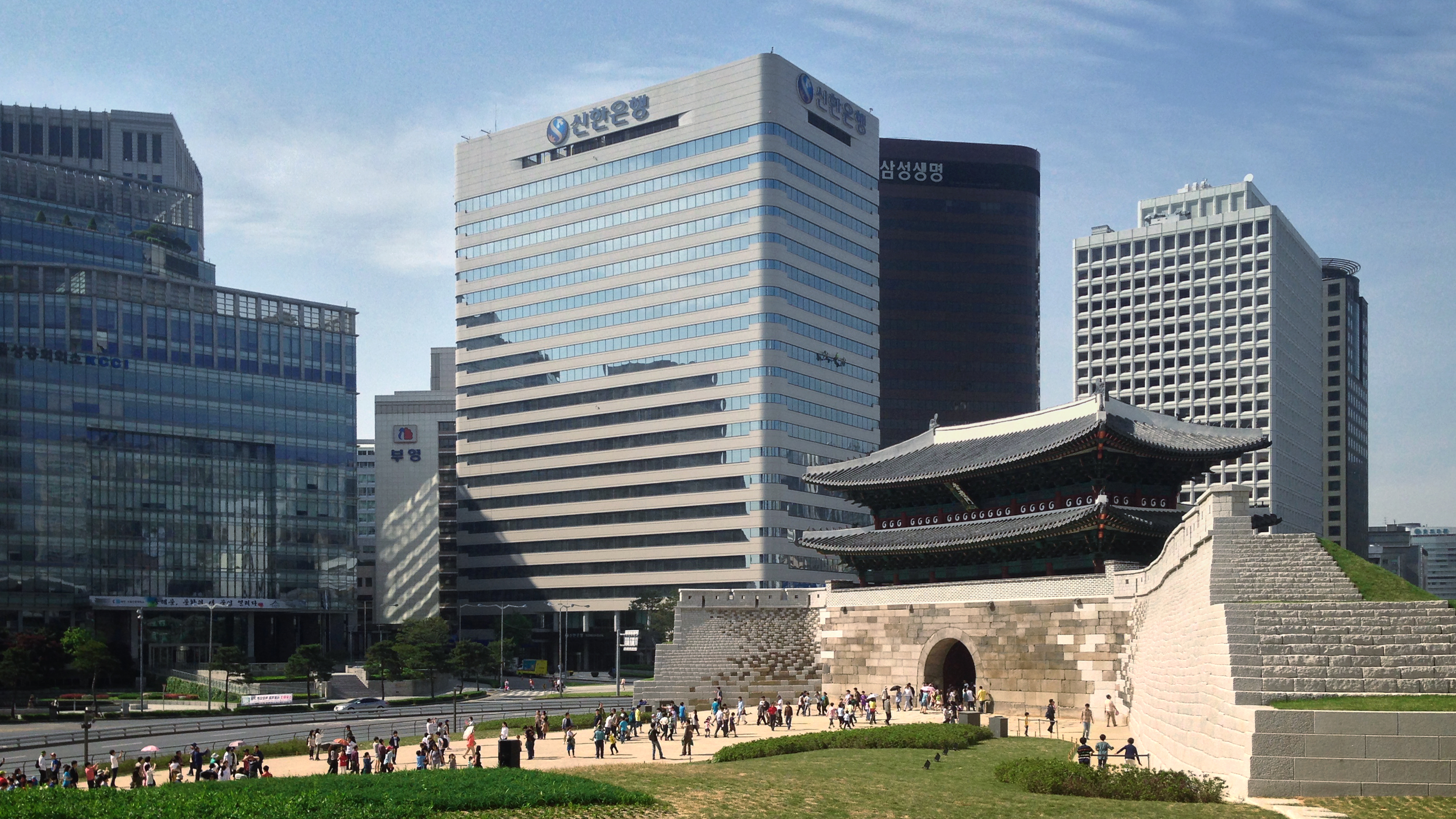
Sùng Lễ môn, nhìn toàn cảnh
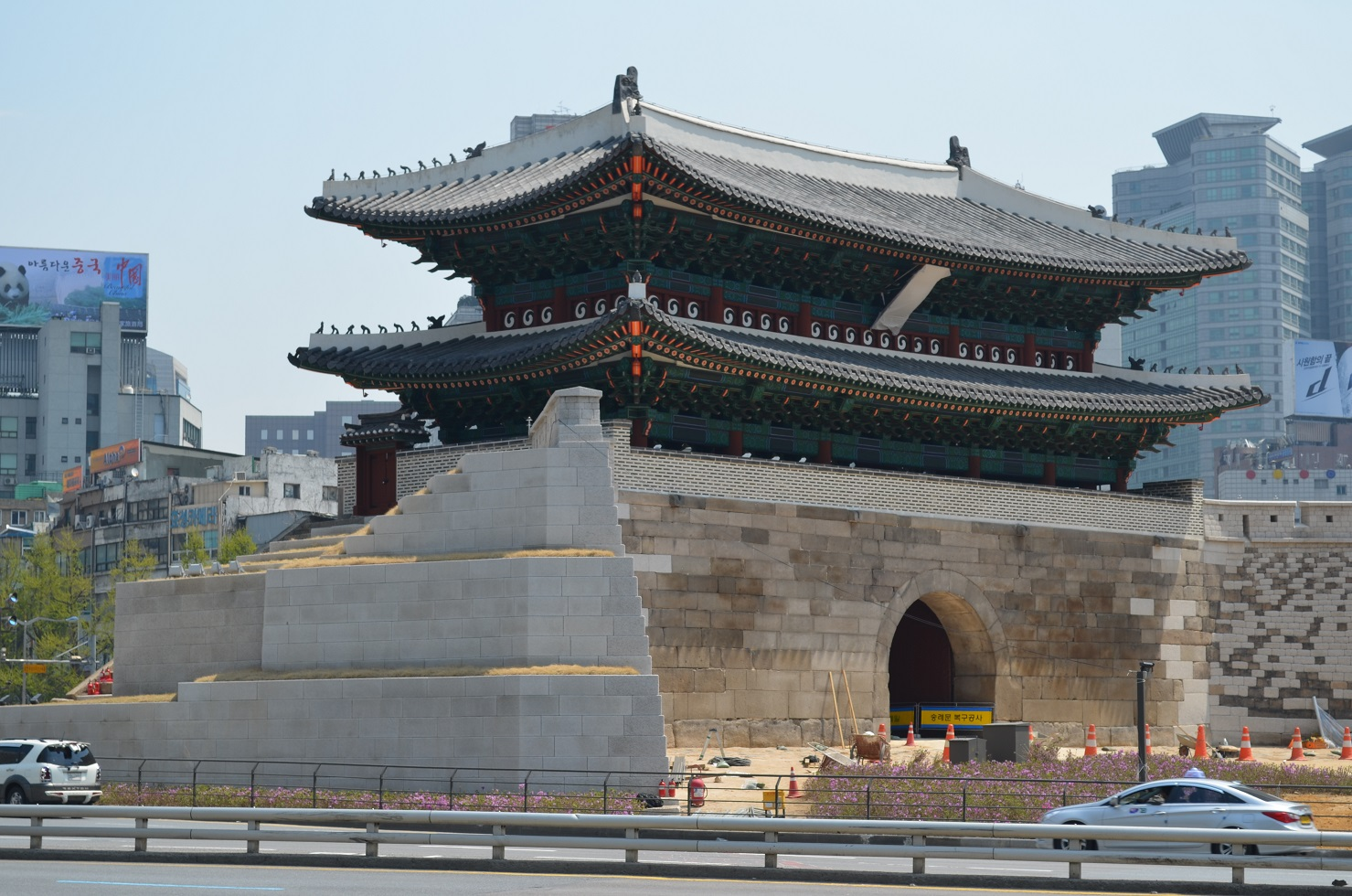
Sùng Lễ môn, cổng trước, phía trái
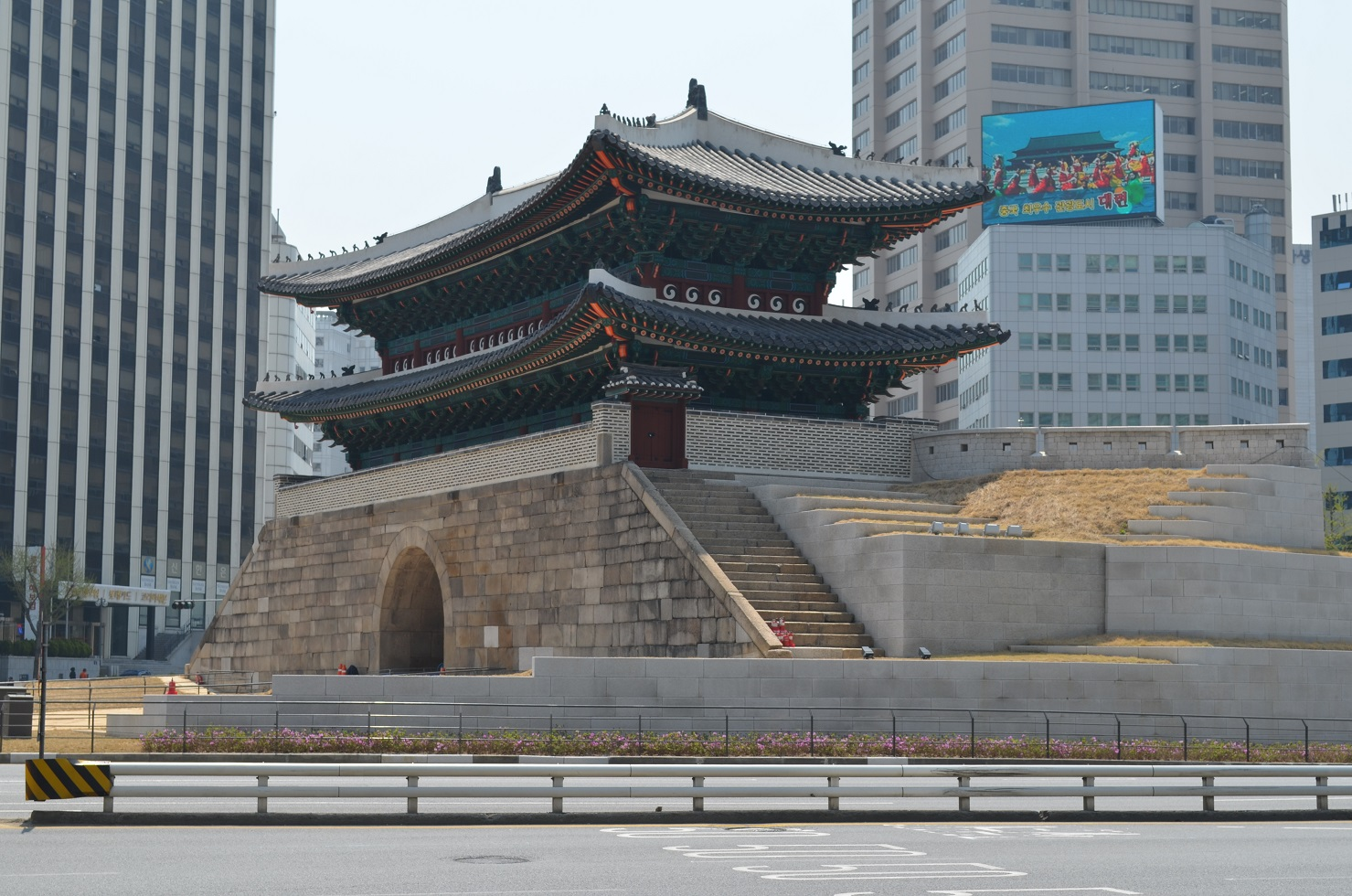
Sùng Lễ môn, cổng sau, phía phải
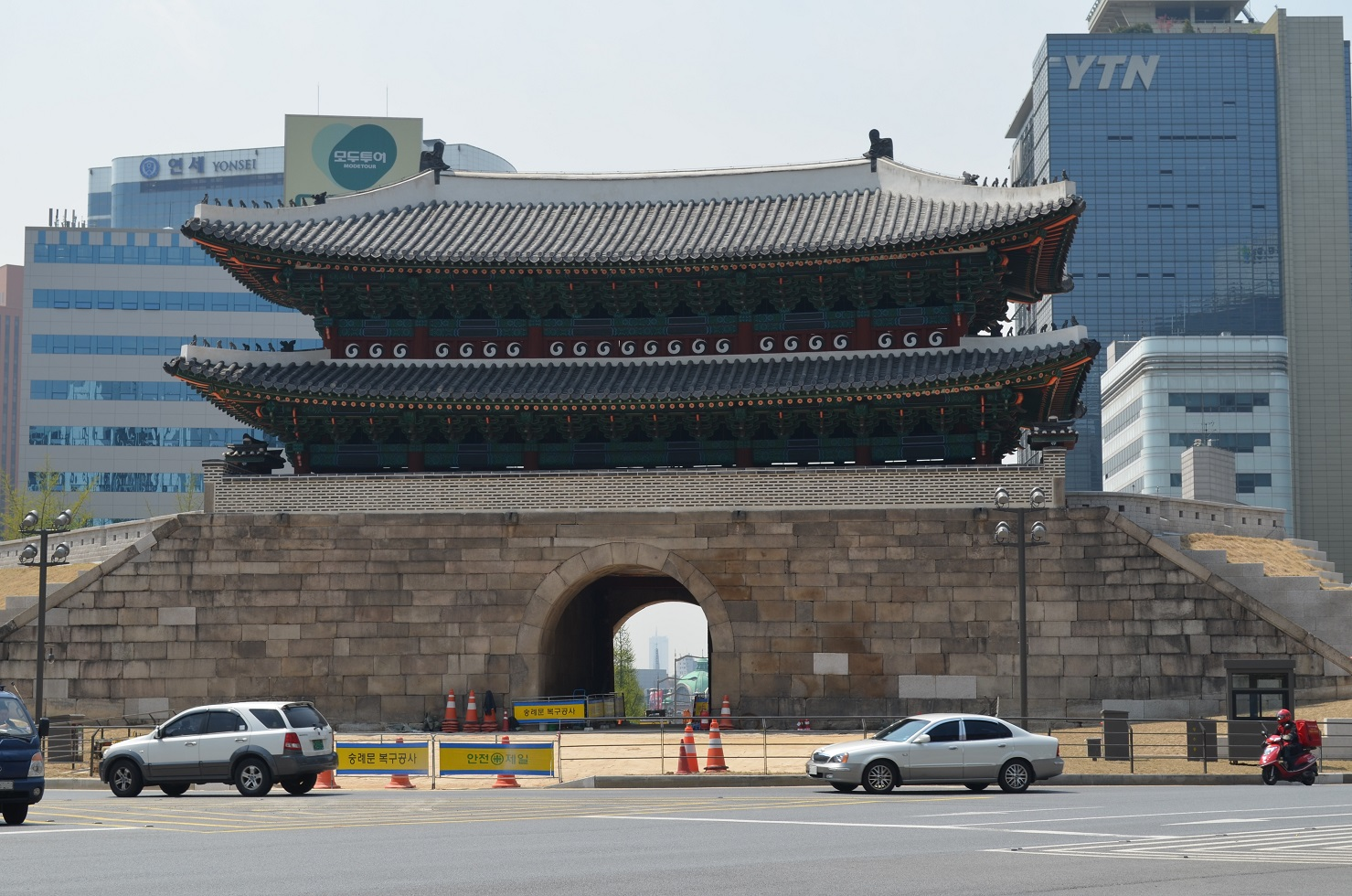
Sùng Lễ môn, cổng sau, nhìn qua ô cửa với tháp YTN ban đầu ở nền phía phải
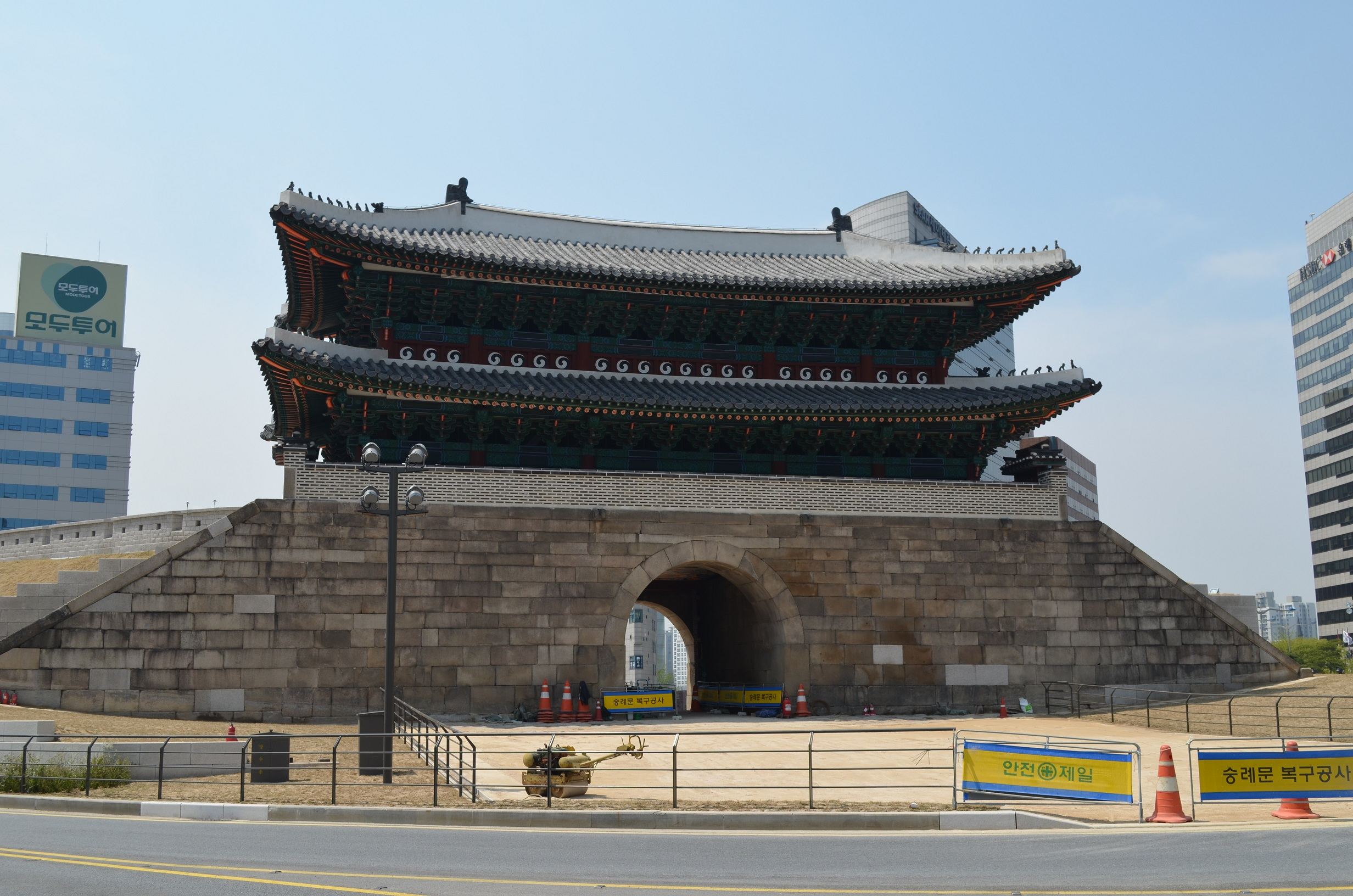
Sùng Lễ môn, cổng sau
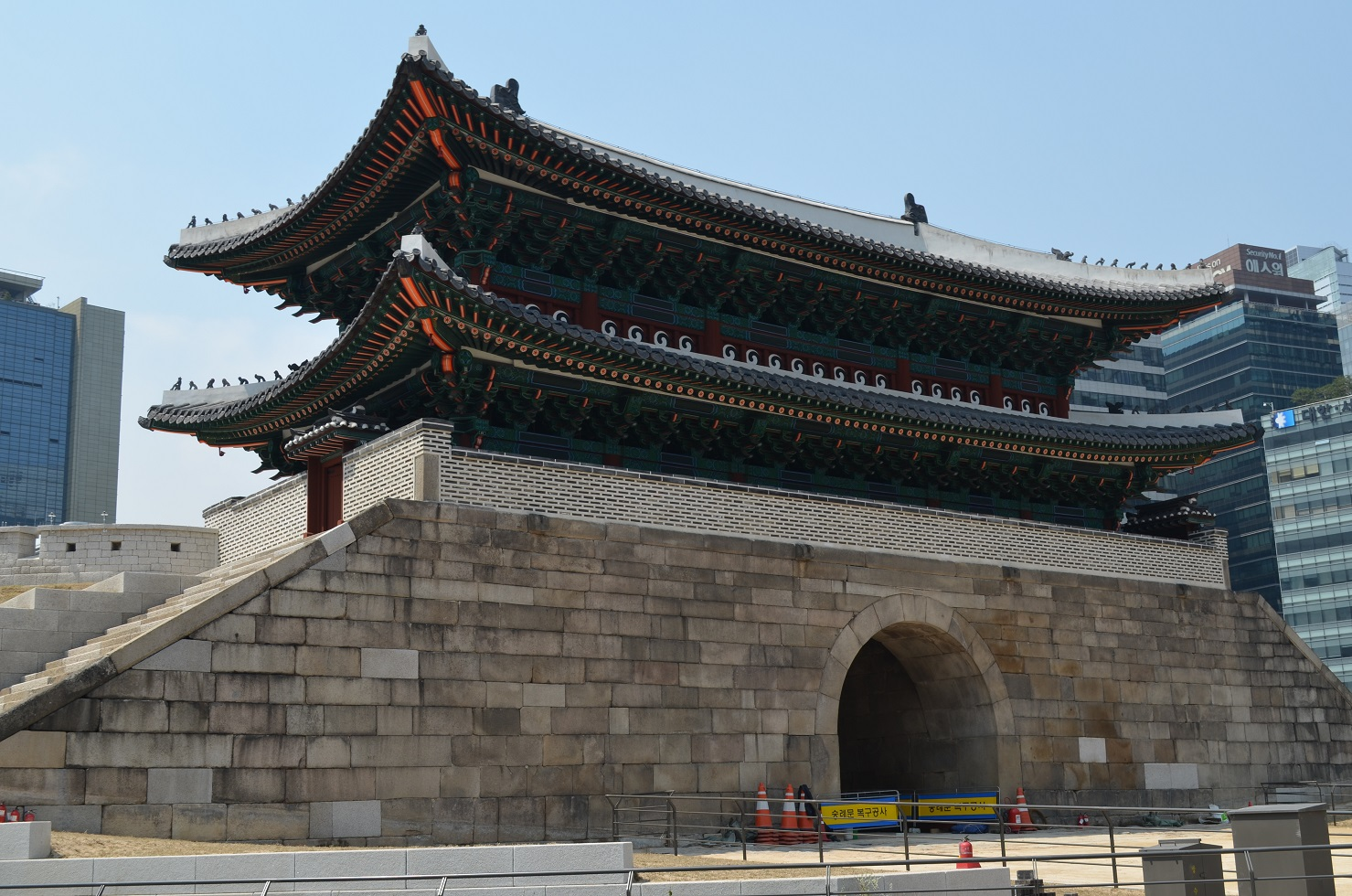
Sùng Lễ môn, cổng sau, phía trái
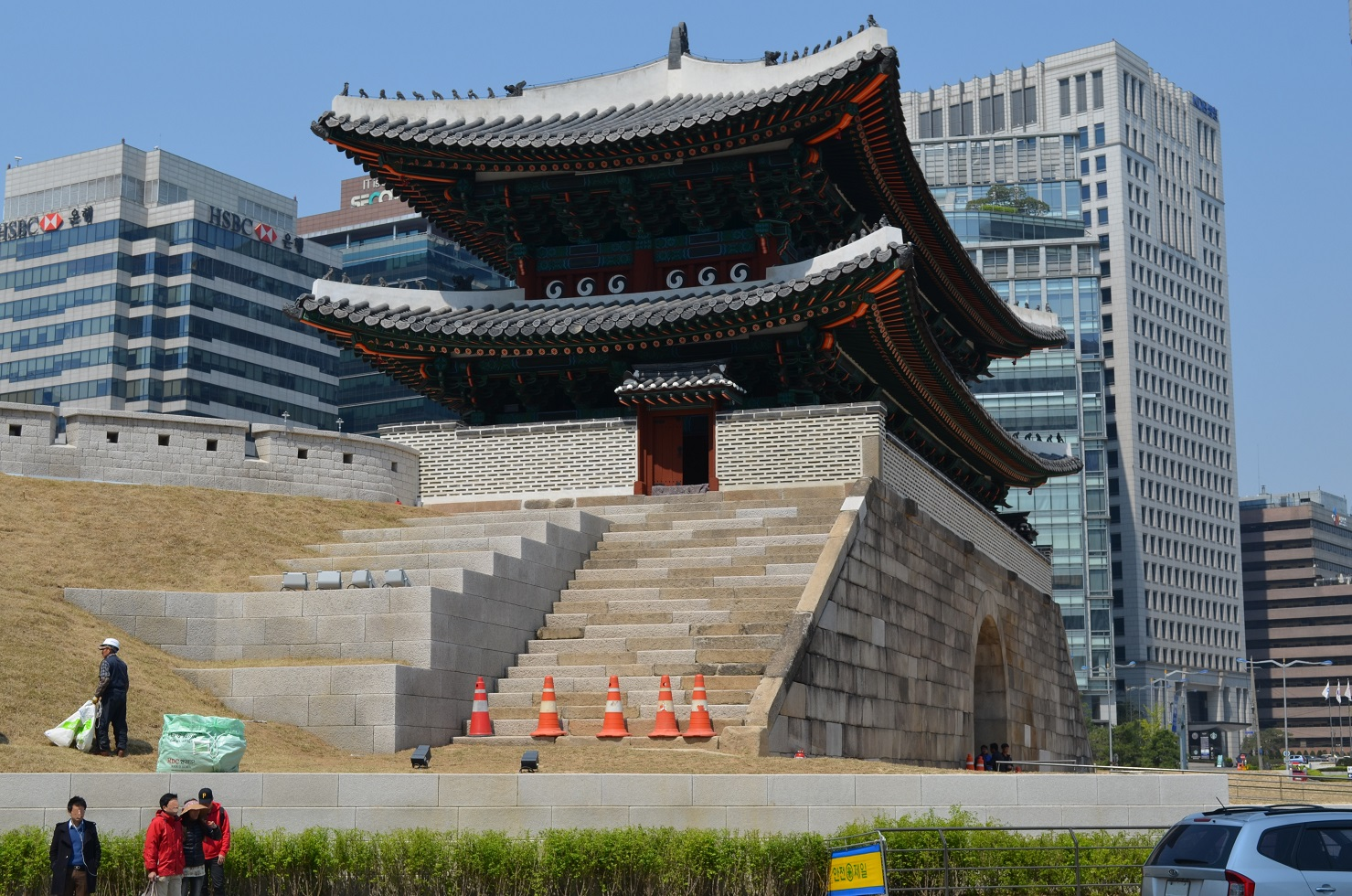
Sùng Lễ môn, phía sau và bên trái của cổng
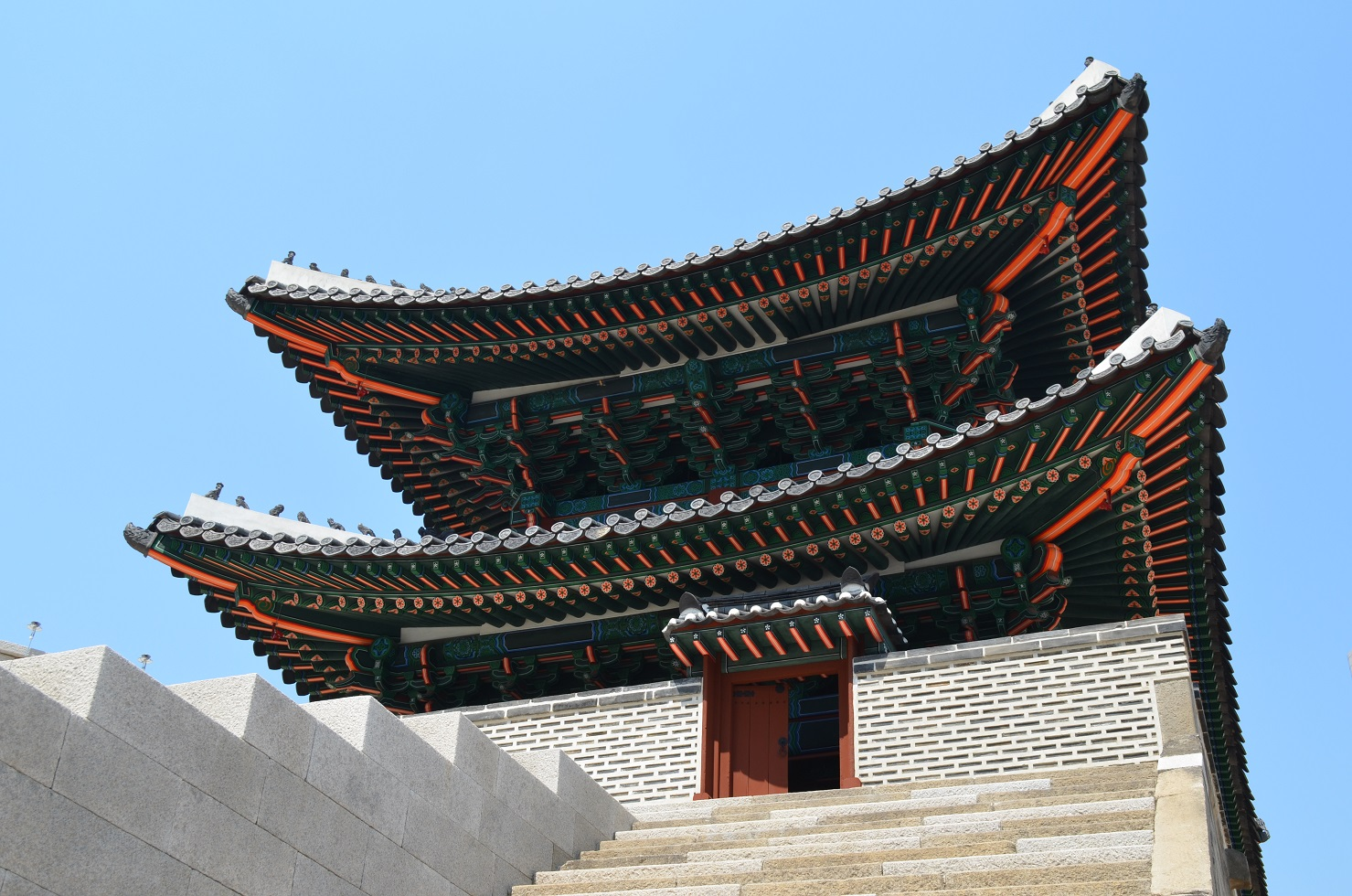
Sùng Lễ môn
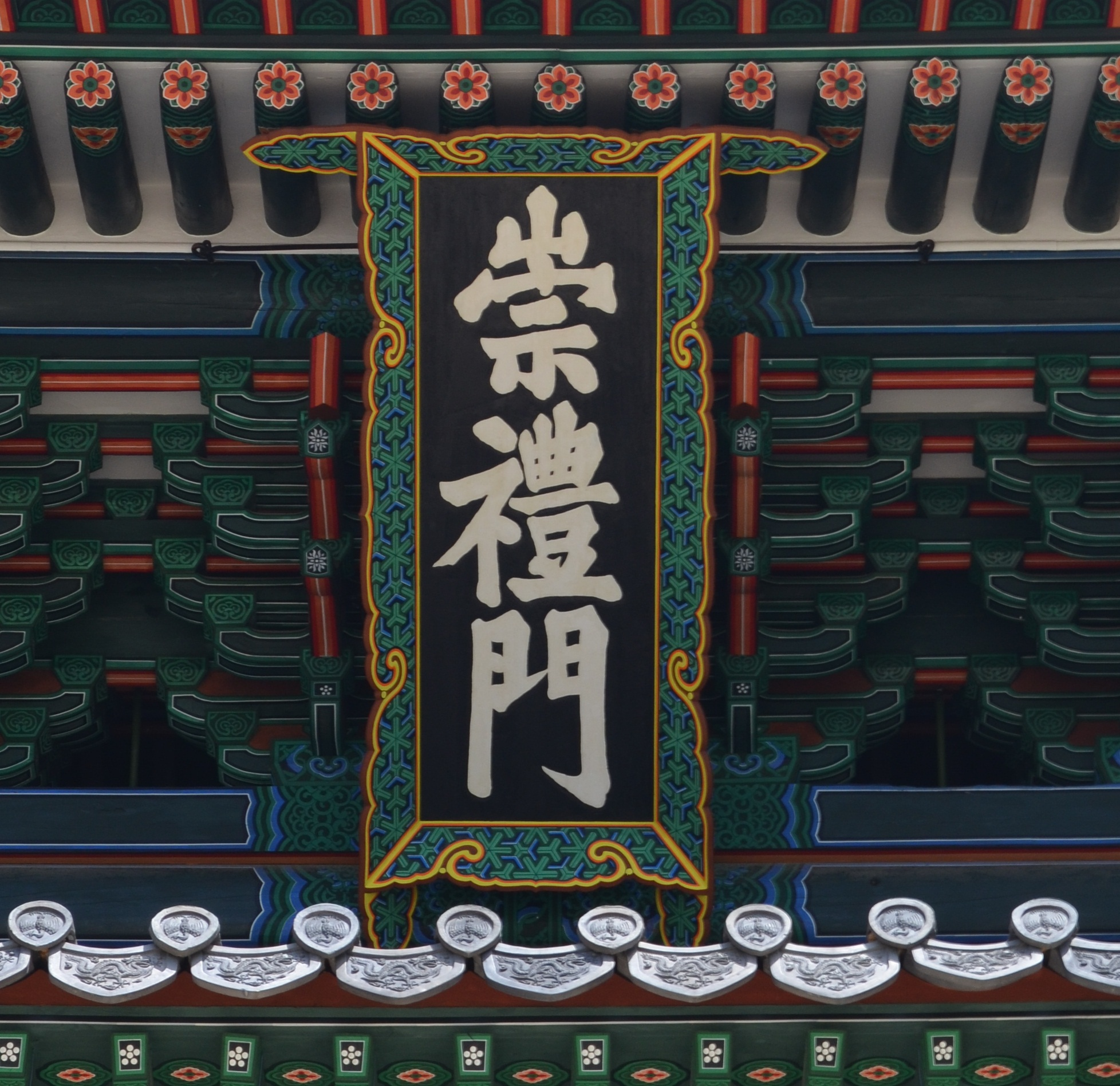
Biển hiệu đề tên của cổng, Sùng Lễ môn, trong chữ Hán.